# Brahetrolleborg
Brahetrolleborg est un château danois situé dans l'île de Fionie, à dix kilomètres au nord-est de Fåborg. Avant la Réforme protestante, c'était un monastère cistercien, l'abbaye de Holme.

## Brahetrollerborg

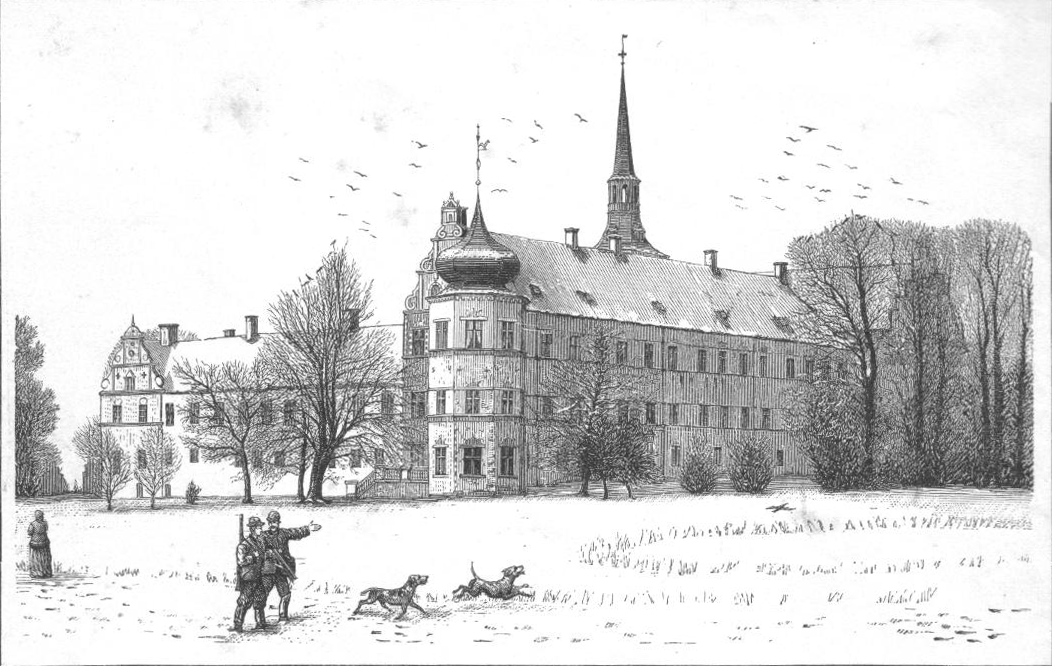
Brahetrolleborg à la fin du XIXe siècle.

La couronne danoise met la main sur les anciens biens d'Église et sécularise les domaines de l'abbaye qui sont vendus à des propriétaires privés. Heinrich Rantzau l'acquiert en 1568 et l'ancienne abbaye prend le nom de Rantzausholm. Les terres reviennent à la couronne en 1661 et le roi Frederik 3 en fait don à son favori Christoffer Gabel (1617-1673) en 1664. Celui-ci l'échange trois ans plus tard contre les monts calcaires de Segeberg appartenant à Birgitte Nielsdatter, de la famille Trolle, épouse du baron Brahe, d'où le nom du château et de sa baronnie, Brahetrolleborg (borg signifiant château).
La famille Brahe vend le domaine en 1772 au comte Christian Detlev von Reventlow (1671-1738), chancelier du Danemark et frère de la reine Anne-Sophie, dont les descendants en sont toujours les propriétaires aujourd'hui.

## Architecture
L'ancienne et imposante église abbatiale, bâtie selon les plans habituels d'une église cistercienne, est aujourd'hui la chapelle de Brahetrolleborg. Elle est flanquée d'un clocher contre la façade-ouest et abrite une crucifixion de Claus Berg (de) datant de 1500 environ. Les bâtiments abbatiaux à droite de l'église sont transformés en château et sont rehaussés vers 1870.